# Étienne Laveaux
Étienne Maynaud de Bizefranc de Lavaux (Digoin, 8 de agosto de 1751 – Cormatin, 12 de maio de 1828) foi um militar e político francês, contemporâneo à Revolução Francesa. Foi um dos proclamadores da abolição da escravidão no Haiti em agosto de 1793. Apesar de branco, foi considerado um dos herois da revolução pelos haitianos.